# Tambakwatu (Meteorit)
Koordinaten: 7° 45′ 0″ S, 112° 0′ 0″ O
Tambakwatu ist ein Meteorit, der 1975 in der Nähe des Dorfes Tambakwatu einschlug und den Namen nach dem Fundort erhielt. Das Dorf befindet sich im Purwosari District im Regierungsbezirk Pasuruan in der indonesischen Provinz Jawa Timur (Ost-Java).

## Geschichte
Der Einschlag des Meteoriten wurde kurz vor Mitternacht am 14. Februar 1975 in der Nähe des Dorfes Tambakwatu beobachtet. Der 10,5 Kilogramm schwere Stein fiel in einem Stück vom Himmel. Mitarbeiter des Jakarta Planetariums und Observatoriums nahmen den Meteoriten später in den Bestand des Planetariums auf.
Mit Stand des Jahres 2000 befanden sich 617 Gramm des Meteoriten im Jakarta Planetarium und Observatorium, 58 Gramm im National Museum of Natural History in Washington, D.C. sowie ein weiteres Bruchstück in der Sammlung des Meteoritensammlers James Maxime DuPont (1912–1991) in Palatine, Illinois.

## Aussehen und Klassifizierung
Es handelt sich bei dem Steinmeteoriten um einen typischen rekristallisierten Olivin-Hypersthen-Chondrit der Klasse L6 mit einem Gewicht von 10,5 Kilogramm. Der Stein ist grau, geädert und hat viele Eisenoxid-Flecken.

## Zusammensetzung
Der Washingtoner Smithsonian Institution waren 700 Gramm des Meteoriten für Materialuntersuchungen zur Verfügung gestellt worden, von denen 10 Gramm petrographisch analysiert wurden. Der Meteorit Tambakwatu besteht zu 87 Prozent aus Silicaten, zu 8 Prozent aus Metall, 4,5 Prozent Troilit und 0,5 Prozent Chromit. Die Silicate liegen zu 52,0 Prozent als Olivine vor, zu 27,2 Prozent als Hypersthene, 8,2 Prozent als Albit und 7,8 Prozent als Diopsid. Dazu kommen bei den Silicaten noch 5,3 Prozent Troilit hinzu sowie 0,9 Prozent Anorthit und 0,7 Prozent Orthoklas.
Die genauere Zusammensetzung des Meteoriten-Bruchstücks  wurde wie folgt ermittelt: 44,9 Prozent ist Siliciumdioxid (SiO2), 28,1 Prozent ist Magnesiumoxid (MgO), 16,4 Prozent ist Eisen(II)-oxid (FeO). Unter zehn Prozent liegen folgende Bestandteile: 5,28 Prozent Eisen(II)-sulfid (FeS), 2,3 Prozent Calciumoxid (CaO), 2,03 Prozent Aluminiumoxid (Al2O3), 0,96 Prozent Natriumoxid (Na2O), 0,18 Prozent Nickel (Ni) und 0,13 Prozent Kaliumoxid (K2O).